# Brothers and Sisters (album)
Brothers and Sisters is het vijfde album van de Amerikaanse rock- en bluesband The Allman Brothers. De band is opgericht in 1969 door de broers Duane (leadgitarist) en Gregg Allman (zanger en organist). Ze speelden een mengeling van blues en rock, met lange jazzachtige improvisaties. Deze muziek wordt ook wel Southern Rock genoemd omdat het oorspronkelijk gespeeld werd in het zuiden van de Verenigde Staten. De band had een heel eigen geluid, doordat ze met twee drummers en twee sologitaristen speelden en door de wat rauwe stem van zanger Gregg Allman.

## Achtergrond

### Het overlijden van Duane Allman en Berry Oakley
Dit is het eerste album dat volledig is opgenomen zonder Duane Allman, die in oktober 1971 om het leven kwam bij een motorongeluk. Hij werd vervangen door de pianist Chuck Leavell in plaats van een nieuwe gitarist. In november 1972 verongelukte bassist Berry Oakley met zijn motor op vrijwel dezelfde plaats als een jaar daarvoor Duane Allman. Lamar Williams werd de nieuwe bassist.

### Invloed van Greg Allman en Dicky Betts
Na het overlijden van Duane Allman kreeg de enig overgebleven gitarist Dickey Betts geleidelijk meer invloed binnen de band. De meeste nummers op dit album zijn door hem geschreven en gezongen. Betts hield ook van melodieuzere countryrock, waardoor de band in een aantal liedjes een wat lichter geluid heeft. De nummers duren ook korter dan voorheen, het langste nummer van dit album duurt zeven minuten terwijl voorheen 15 tot 20 minuten niet ongebruikelijk was. De bekendste nummers van de Allman Brothers Band, de hitsingle Ramblin' man en het instrumentale nummer Jessica zijn beide van dit album afkomstig. Deze nummers zijn geschreven door Dickey Betts. Gregg Allman heeft ook een aantal nummers voor zijn rekening genomen, zoals Wasted Words en Come and Go Blues. In die nummers is meer het vertrouwde bluesrock geluid te horen.

### Het nieuwe album
Dit album is geproduceerd door Johnny Sandlin in samenwerking met de Allman Brothers Band. De opnames hebben plaatsgevonden tussen oktober en december 1972 in de Capricorn Sound Studio in Georgia. Het album is uitgebracht in augustus 1973 en is opgedragen aan Berry Oakley. Op de binnenhoes staat een foto van de bandleden met hun vrouwen en kinderen, op de voorkant staat een foto van een zoontje van drummer Butch Trucks en op de achterkant een dochtertje van Berry Oakley.

## Muziek
| Nr. | Titel                            | Duur |
| --- | -------------------------------- | ---- |
| 1.  | Wasted Words (Gregg Allman)      | 4:19 |
| 2.  | Ramblin' Man (Richard Betts)     | 4:48 |
| 3.  | Come and Go Blues (Gregg Allman) | 4:53 |
| 4.  | Jelly Jelly (Gregg Allman)       | 5:46 |

| Nr. | Titel                      | Duur |
| --- | -------------------------- | ---- |
| 1.  | Southbound (Richard Betts) | 5:08 |
| 2.  | Jessica (Richard Betts)    | 7:28 |
| 3.  | Pony Boy (Richard Betts)   | 5:51 |

## Muzikanten
The Allman Brothers Band
- Gregg Allman – zang, orgel, gitaar op "Wasted Words", achtergrondzang op "Ramblin' Man"
- Dickey Betts – gitaar, zang op "Ramblin' Man" en "Pony Boy", slide gitaar op "Wasted Words"
- Chuck Leavell – piano, achtergrondzang op "Ramblin' Man, "elektrische piano op "Jessica" en "Come and Go Blues"
- Berry Oakley – basgitaar op "Wasted Words" en "Ramblin' Man"
- Lamar Williams – basgitaar
- Jai Johanny Johanson – drums, conga's op "Ramblin' Man" and "Jessica"
- Butch Trucks – drums, percussie, tympani op "Jessica", conga's op "Come and Go Blues" en "Jelly Jelly"
- Chuck Leavell – piano, achtergrondzang op "Ramblin' Man", elektrische piano op "Jessica" en "Come and Go Blues"

Ondersteuning door sessiemuzikanten
- Les Dudek – tweede gitaar op "Ramblin' Man", akoestische gitaar  op "Jessica"
- Tommy Talton – akoestische gitaar op "Pony Boy"

## Ontvangst
Dit album werd goed ontvangen. De plaat haalde de eerste plaats op de Amerikaanse Album hitlijst en de single Ramblin’ man kwam op de tweede plek in de Billboard Top 100. 